# NGC 3730
NGC 3730 este o galaxie lenticulară situată în constelația Cupa. A fost descoperită în 1886 de către Francis Leavenworth.